# Phalaenopsis amboinensis
Phalaenopsis amboinensis är en orkidéart som beskrevs av Johannes Jacobus Smith. Phalaenopsis amboinensis ingår i släktet Phalaenopsis och familjen orkidéer. Inga underarter finns listade i Catalogue of Life.

## Bildgalleri

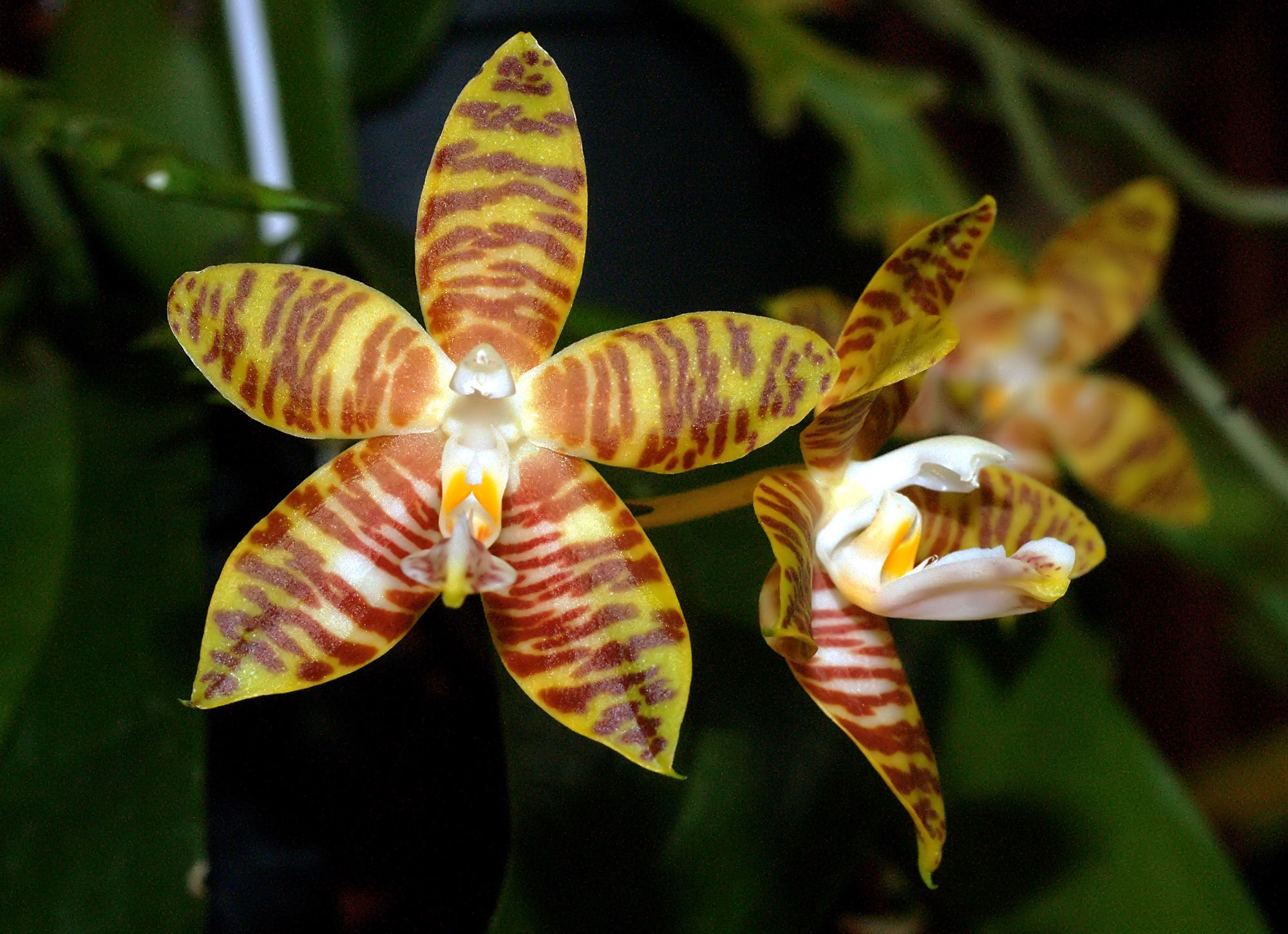
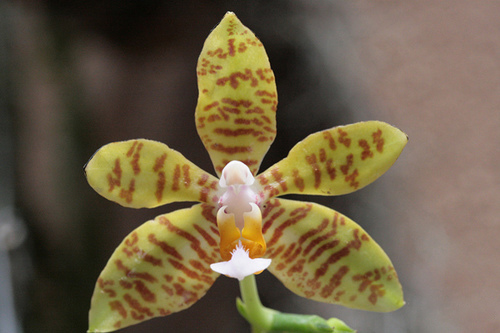